# Arjan Erkel
Arjan Erkel (Rotterdam, 9 maart 1970) is een Nederlandse internationaal spreker, ondernemer en auteur. Zijn lezingen en workshops met als hoofdthema 'Ontgijzeling' gaan over verbinding en vrijheid van denken en doen. Hij werd bekend doordat hij in de zomer van 2002 werd ontvoerd tijdens zijn werk voor Artsen zonder Grenzen (AzG) in Dagestan. 

## Biografie

### Jeugd en studie
Erkel groeide op in Rotterdam-Prins Alexander. Hij voetbalde bij Alexandria'66 en Excelsior Rotterdam. Na zijn middelbareschooltijd aan het Comenius College studeerde hij af als cultureel antropoloog aan de Radboud Universiteit in Nijmegen. 
In 1994 ging hij voor de eerste maal voor AzG op pad. In 1997 voltooide hij zijn studie culturele antropologie.

### Gijzeling
Erkel werd op 12 augustus 2002 door vier gewapende mannen ontvoerd in Machatsjkala, de hoofdstad van de Russische deelrepubliek Dagestan, waar hij sinds april 2002 werkte voor de Zwitserse missie in Dagestan. Hij hield zich daar bezig met de opvang van vluchtelingen uit Tsjetsjenië, dat aan Dagestan grenst. Erkel werkte voor Artsen zonder Grenzen Zwitserland. AzG was een van de weinige in Dagestan opererende internationale organisaties. De organisatie verleende bijstand aan de bevolking op het gebied van gezondheidszorg en ving ook Tsjeteense vluchtelingen op.
Volgens Artsen zonder Grenzen en een onderzoek door NRC Handelsblad en de Russische krant Novaja Gazeta werd Erkel geschaduwd door agenten van de Russische geheime dienst. De aanleiding daarvoor was dat Erkel had gedineerd met militaire waarnemers. De FSB had bijvoorbeeld de satelliettelefoon van het team van AzG geconfisqueerd. Er waren ook twee agenten in een volgauto van deze dienst in de buurt van de plek waar Erkel werd ontvoerd. Een ooggetuige van de ontvoering had de nummerplaten van deze auto genoteerd.
In hetzelfde jaar werden ook drie andere hulpverleners in deze regio ontvoerd. Enkele weken voor de ontvoering van Erkel werd Nina Davydovich op 23 juli 2002 ontvoerd. Zij was hoofd van de non-gouvernementele Russische organisatie Droezjba. Zij werd na 168 dagen vrijgelaten. Twee medewerkers van het Rode Kruis, die nog later ontvoerd waren, werden enkele dagen na haar vrijgelaten.
Tijdens de gevangenschap deden de Russische autoriteiten volgens Artsen zonder Grenzen en de Europese Commissie heel weinig om Erkel te bevrijden, terwijl de organisatie wel berichten ontving dat Erkel nog leefde. Deze mededelingen kwamen van de Russische minister Ivanov. Gedurende de kidnapping ontving Artsen zonder Grenzen driemaal een foto van Erkel. Op de tweede foto zag hij er gedeprimeerd en vermagerd uit, en hield hij een krant met een datum omhoog. Erkel heeft later zelf verteld dat hij werd bewaakt door zwaarbewapende moslimrebellen, waarschijnlijk militanten in de Tweede Tsjetsjeense Oorlog.
Er is vanuit verschillende kanten veel diplomatieke druk uitgeoefend op de Russische regering om het onderzoek naar de ontvoering voortvarend aan te pakken. Op 31 mei 2003 besprak de Nederlandse premier Jan Peter Balkenende de ontvoering met de Russische president Vladimir Poetin. Daarnaast nam de Veiligheidsraad van de Verenigde Naties op 26 augustus 2003 unaniem resolutie 1502 aan over de bescherming van humanitaire hulpverleners. In deze resolutie wordt de verantwoordelijkheid benadrukt die een gastland heeft voor de veiligheid van hulpverleners die in het land werken.
Gedurende deze periode was er geen enkele informatie over de verblijfplaats van Erkel, het motief voor de ontvoering of wie voor de ontvoering verantwoordelijk was.
Op 9 maart 2004 riep Erkels familie op tot stilte omdat, naar verwacht werd, publiciteit de risico's zou vergroten. De Franse directeur van Artsen zonder Grenzen, Jean-Hervé Bradol, doorbrak deze stilte en meldde dat Erkel ontvoerd zou zijn door een Dagestaanse parlementariër die bescherming zou genieten van een lid van de Doema in Moskou.
The Washington Post publiceerde medio maart een artikel waarin werd gesteld dat de zojuist herkozen president Vladimir Poetin in staat zou zijn Erkel te bevrijden. Dat zou ook de geloofwaardigheid van de zichzelf democratisch noemende president in het westen vergroten.
Op Eerste Paasdag, 11 april 2004, werd Erkel na 607 dagen gevangenschap vrijgelaten, door tussenkomst van een vereniging van KGB-veteranen.

#### Nasleep losgeld
Naar eind mei 2004 bekend werd, heeft het Nederlandse ministerie van Buitenlandse Zaken één miljoen euro losgeld voor Erkel betaald (770.000 euro door Buitenlandse Zaken en 230.000 euro door AzG Zwitserland). Dit geld was voorgeschoten omdat Artsen zonder Grenzen het geld niet zo snel voorhanden had. De hulporganisatie zou bij monde van de directeur van de Zwitserse tak hebben beloofd dit geld later op zijn minst terug te betalen omdat hij geautoriseerd was tot 500.000 dollar beslissingen omtrent het betalen van losgeld te maken. Dit werd later echter ontkend door Artsen zonder Grenzen, Frankrijk. Hierop trad de directeur van de Zwitserse tak, Thomas Linde, af.
Het betalen van losgeld voor gijzelaars wordt internationaal als onwenselijk beschouwd, omdat dit terrorisme zou belonen. Op 15 maart 2007 werd door een Zwitserse rechtbank bepaald dat Artsen zonder Grenzen het geld niet aan de Nederlandse staat hoeft terug te betalen en dat de organisatie een vijfde van het door haar betaalde bedrag van Nederland zou terugkrijgen. Op 4 mei 2007 heeft het ministerie van Buitenlandse Zaken besloten in hoger beroep te gaan tegen deze uitspraak. Nederland verloor het hoger beroep op 27 februari 2008 en is door de Zwitserse rechtbank veroordeeld tot het betalen van de volledige som plus een deel van de proceskosten. Nederland ging eind mei 2008 tegen dit vonnis in cassatie. Op 10 juli 2008 stelde het Federaal Tribunaal in Lausanne Nederland gedeeltelijk in het gelijk. AzG Zwitserland moest 270.000 euro betalen.

### Latere activiteiten
Erkel bracht op 7 juni 2005 een boek uit onder de titel Ontvoerd: 607 dagen tussen leven en dood, waarin hij zijn belevenissen beschrijft. De voormalig AzG-medewerker bood het boek in Den Haag aan, aan minister Ben Bot van Buitenlandse Zaken, mede omdat BuZa het losgeld voorschoot. In het  boek is beschreven hoe Erkel de ontvoering, het gevangenschap en de uiteindelijke thuiskomst heeft beleefd. Er zijn meer dan 70.000 exemplaren verkocht en het boek beleefde in 2017 zijn 32e druk.
In oktober 2007 kwam Erkels tweede boek Samir uit over Samir A. In het boek werpt Erkel aan de hand van het leven van Samir A. en de Tsjetsjeense en Dagestaanse rebellen die hem ontvoerden licht op de levens van door het geloof gegrepen jongeren. Ter voorbereiding van het schrijven van dit boek sprak Erkel met Samir A. persoonlijk en hij mocht ook gebruikmaken van diens aantekeningen. Voordien had geen enkele journalist een dergelijke medewerking van Samir gekregen.
In juli 2008 richtte Erkel samen met Yolanthe Cabau van Kasbergen de stichting Stop Kindermisbruik op (later Free a Girl geheten). Sinds de oprichting heeft de stichting meer dan 4000 minderjarige meisjes bevrijd uit de seksindustrie.
Op 1 juni 2010 verscheen het boek Generatie YEP: de opkomst van de Young Ethnic Professionals, waarin Erkel met Sezgin Yilgin schrijft over succesvolle allochtonen. De term YEP (Young Ethnic Professional) werd bedacht door Erkel en Sezgin Yilgin, in anologie van de term YUP, de door Bob Greene in 1983 in het leven geroepen term voor de Young Urban Professional. Yeppies zijn jonge, hoogopgeleide professionals en ondernemers van multiculturele komaf, die sociaal, economisch en psychologisch goed geïntegreerd in de Nederlandse samenleving een positieve bijdrage leveren aan het sociaal-economische en culturele klimaat.
Erkel deed voor het CDA mee aan de Tweede Kamerverkiezingen van september 2012. De partij had hem op plaats 23 van de concept-kandidatenlijst gezet. Het CDA behaalde 13 zetels, en hij behaalde ook niet genoeg voorkeurstemmen (3515), waardoor hij niet in de Tweede Kamer terecht kwam. Voor de Tweede Kamerverkiezingen van 15 maart 2017 stond Erkel wederom op de kandidatenlijst voor het CDA, ditmaal op nummer 29. Opnieuw kreeg hij te weinig stemmen om in de Tweede Kamer te komen.
In 2016 presenteerde Erkel het televisieprogramma Vreemde Tralies, dat werd uitgezonden door de EO. In het programma bezocht hij Nederlandse gevangenen in Peru, Colombia, Japan, Albanië, Litouwen en Noorwegen.
In 2017 opende Erkel samen met zijn vrouw een bed and breakfast in een van de hofbogen onder de oude spoorlijn tussen Rotterdam en Den Haag. Erkel geeft daarnaast lezingen en workshops. Zijn lezingen gaan aan de hand van zijn gijzeling over mentale gevangenschap en vrijheid van denken en doen. Zijn ontvoering was een harde leerschool over omgaan met verandering en belemmerende overtuigingen. Volgens hem zijn de ervaringen tijdens zijn gijzeling vergelijkbaar met hoe mensen zich in het dagelijkse leven laten gijzelen door bijvoorbeeld angst, sociale druk en zekerheid en geld. Hoe daarmee omgegaan kan worden duidt hij aan met "ontgijzelen".
In 2018 en 2019 stond Erkel met een aangepaste versie van zijn lezing in kleine theaters in Nederland. Hij werd tijdens deze tour muzikaal begeleid door Jan Wilm Tolkamp.

### Persoonlijk
Erkel is getrouwd met een Dagestaanse en heeft drie dochters.

### Trivia
Schaatscoach Henk Gemser kwam in contact met de ouders van Erkel en heeft via zijn voormalige schaatspupil Vadim Sajoetin, die de buurman was van een voormalig KGB-agent, geprobeerd informatie te achterhalen over de verblijfplaats van Erkel . De buurman van Sajoetin, Valentin Velichko, was voorzitter van de stichting Veteranen van de Buitenlandse Inlichtingendienst. Gemser benaderde zelfs  voetballer Johan Cruijff om via een advertentie van Cruijff (met foto en handtekening) in diverse Russische dagbladen aandacht te vragen voor de ontvoering van Erkel.